# Clavator
Clavator é um género de gastrópode da família Acavidae.
Este género contém as seguintes espécies:
- Clavator anteclavator Germain, 1913
- Clavator bathiei Fischer-Piette & Salvat, 1963
- Clavator clavator (Petit de la Saussaye, 1844)
- Clavator dingeoni Fischer-Piette, F. Blanc & Salvat, 1975
- Clavator eximius (Shuttleworth, 1852)
- Clavator grandidieri (Crosse & P. Fischer, 1868)
- Clavator griffithsjonesi K. C. Emberton, 1999
- Clavator masoalae K. C. Emberton, 1999
- Clavator pauliani Fischer-Piette & Salvat, 1963
- Clavator praecox Fischer-Piette & Salvat, 1963